# Chrysometa lancetilla
Chrysometa lancetilla är en spindelart som beskrevs av Claude Lévi 1986. Chrysometa lancetilla ingår i släktet Chrysometa och familjen käkspindlar.
Artens utbredningsområde är Honduras. Inga underarter finns listade i Catalogue of Life.